# 武克己
武克已（?—?），是中国唯一的女皇帝武则天的五世祖，北魏本州大中正、司徒越王長史、襲壽陽公。唐朝光宅元年（684年）九月，武则天追封五世祖武克已为鲁国公，五世祖母裴氏为鲁国夫人。永昌元年（689年）二月，追封武克已为太原靖王，裴氏为王妃。天授元年（690年）九月，武周建立，追封武克已为严祖成皇帝，裴氏为成莊皇后。

## 陵墓
武克已的墓地为节陵，在今山西省文水县。
| 前任： 35代祖武周睿祖 | 武則天的五世祖 | 繼任： 子武周肃祖武居常 |